# Viktória Mohácsi
Viktória Mohácsi (wym. [ˈviktoːriɒ ˈmohaːʧi]; ur. 1 kwietnia 1975 w Berettyóújfalu) – węgierska polityk romskiego pochodzenia, w latach 2004–2009 eurodeputowana VI kadencji.

## Życiorys
Ukończyła w 1993 szkołę średnią. Od 1992 zatrudniona w telewizji węgierskiej jako reporterka, prezenterka i redaktorka, zajmowała się m.in. problemami Romów. W latach 1997–2002 studiowała dziennikarstwo na Uniwersytecie w Segedynie. Od 1997 była związana z Europejskim Centrum Praw Romów. W 2002 podjęła pracę w ministerstwie oświaty, gdzie zajmowała się problemami integracji Romów. 29 października 2004 objęła mandat posłanki do Parlamentu Europejskiego (z którego zrezygnował Gábor Demszky). Sprawowała go do końca VI kadencji w 2009, zasiadając w grupie Porozumienia Liberałów i Demokratów na rzecz Europy.